# New Catholic Encyclopedia
 (janvier 2020).
La New Catholic Encyclopedia (Nouvelle Encyclopédie Catholique), est un ouvrage de référence en plusieurs volumes sur l'histoire et les croyances catholiques romaines rédigée par la faculté de l'Université catholique d'Amérique, publié pour sa première édition en 1967. Elle est destinée à devenir, comme sa prédécesseure la Catholic Encyclopedia du début du XXe siècle, un ouvrage de référence standard pour les étudiants, les enseignants, les bibliothécaires, les journalistes et les lecteurs en général intéressés par l'histoire, la doctrine, les pratiques et les personnes de confession catholique. Cependant, contrairement à la Catholic Encyclopedia, sa première édition contenait également des articles plus généraux sur la science, l'éducation et les arts libéraux.
L'encyclopédie est initialement publiée par McGraw-Hill en 1967. Une deuxième édition rappelant plus une encyclopédie générale est publiée en 2002 et a été répertorié comme l'une des « meilleures sources de référence » pour l'année 2003 par Library Journal.

## Première édition
La Catholic Encyclopedia originale a été publiée entre 1907 et 1914, d'abord par la Robert Appleton Company, qui a été spécialement créée à cet effet, puis par son successeur The Encyclopedic Press Inc. Des suppléments à l'Encyclopédie ont été publiés en 1922 et en 1958. En 1960, l'Université catholique d'Amérique, en collaboration avec la McGraw-Hill Book Company, commence à travailler sur ce qui était prévu comme une encyclopédie entièrement nouvelle, et sept ans plus tard publie la New Catholic Encyclopedia en 15 volumes (NCE1). Des volumes supplémentaires paraissent en 1974, 1979, 1989 et 1996.

## Volume du jubilé
En 2001, en collaboration avec l'Université catholique d'Amérique, Gale Publishing, une entreprise de Thomson, a publié un Jubilee Volume: The Wojtyła Years, qui se concentre sur le pontificat de Jean-Paul II et comprenait des essais thématiques couvrant la personne, son travail et son pontificat en deux parties : « De la Pologne de Karol Wojtyła au monde de Jean-Paul II - Essais thématiques » ainsi que « Jean-Paul II et son pontificat ».
La deuxième partie traite de différentes sections (par exemple « Documents magistraux », « Personnes et lieux, institutions et événements »), dont le contenu est organisé par ordre alphabétique.
Parfois répertorié comme le volume 20 du NCE1 il était envisagé par l'éditeur « non pas tant comme un supplément à l'édition originale qu'un « propaedia », un préambule à l'édition révisée du NCE » qui était à suivre un an plus tard. Certains éléments du Jubilee Volume sont apparus dans des suppléments ultérieurs, notamment le supplément de 2010 au NCE2.

## Deuxième édition
La deuxième édition du NCE (NCE2), incorporant du contenu de l'édition originale et de ses suppléments, ainsi que d'autres ajouts et révisions, est publiée par Gale Publishing en 2002. Elle est publiée en quatorze volumes, le quinzième étant un index de l'encyclopédie entière.
En plus des centaines de nouveaux articles signés sur une grande variété de sujets, la deuxième édition présente également des biographies de personnalités religieuses contemporaines, des milliers de photographies, cartes et illustrations, et quelques citations bibliographiques mises à jour. Les photographies sont restées en noir et blanc.

### Commentaires
NCE2 a reçu des critiques mitigées. Tout en applaudissant l'effort, des critiques ont trouvé la mise à jour irrégulière, par exemple, de nombreuses bibliographies n'ont pas été mises à jour, de nouveaux bâtiments notables ont été omis et d'importants nouveaux résultats de recherche n'ont pas été inclus. De plus, un grand nombre d'articles et 3,5 millions de mots parus dans NCE1 ont été omis. Un éditeur, Berard Marthaler, a déclaré que la réduction de taille « devait être effectuée avec un couperet à viande, pas un scalpel ». Les sujets controversés ont été, dans une certaine mesure, évités dans la deuxième édition, comme Jan Malcheski et Herman Sutter le note dans leurs revues, un article du supplément NCE1 de 1996 sur la pédophilie a été omis dans le NCE2. Le tonalité du travail multi-auteur est également variable, des articles savants plus anciens tels que celui sur Aristote, à ceux destinés à un public plus général tel que l'article sur la joie se mêlant.

### Suppléments pour la deuxième édition
Au cours de l'été 2006, l'éditeur, Gale, en collaboration avec la Catholic University of America Press, élabore un plan de mise à jour continue de la deuxième édition en format papier et électronique (eBook). Les nouvelles entrées prévues comprenaient des biographies ainsi que des articles sur les mouvements, les organisations, les documents et les idées qui sont catholiques ou qui intéressent particulièrement les catholiques.
Le supplément 2009 est publié par voie électronique en juin 2009 et imprimé en novembre 2009. Il est axé sur le thème « La science et l'Église » et contient de nouveaux articles tels que ceux sur Charles Darwin et Sigmund Freud. Il a également mis à jour les articles sur l'Église catholique dans chacun des cinquante États, ainsi que les 33 articles de l'archidiocèse américain. Il contient une bibliographie mise à jour. La plupart des éditeurs appartiennent désormais à des institutions catholiques autres que l'Université catholique d'Amérique.
Le supplément 2011 porte sur le thème « L'Église, les arts et la musique », parmi ses nouveaux articles figuraient un sur la crise des abus sexuels et l'autre sur le pape Benoît XVI, ainsi que de nouvelles entrées sur Sainte Marie-Hélène McKillop (1842-1907) et Saint André Bessette (1845-1937).
Le thème du supplément 2012-2013 est « Éthique et philosophie ».

## Volumes
- Nouvelle encyclopédie catholique, 1re édition, 19 volumes (dont quatre suppléments), William McDonald (éd.) (McGraw-Hill Book Company en association avec l'Université catholique d'Amérique, 1967-1996).
- Nouvelle encyclopédie catholique, Jubilee Volume: The Wojtyła Years, Berard L. Marthaler (éd.) (Détroit : Gale Cengage Learning en association avec l'Université catholique d'Amérique, 2001).
- Nouvelle encyclopédie catholique, 2e édition, 15 volumes (Détroit : Gale Cengage Learning en association avec l'Université catholique d'Amérique, 2003).
- New Catholic Encyclopedia, 2e édition, supplément 2009 (Détroit : Gale Cengage Learning en association avec l'Université catholique d'Amérique, 2009).
- New Catholic Encyclopedia, 2e édition, supplément 2010 (Détroit : Gale Cengage Learning en association avec l'Université catholique d'Amérique, 2010).
- New Catholic Encyclopedia, 2e édition, supplément 2011, Robert L. Fastiggi (éd. ) (Détroit : Gale Cengage Learning en association avec l'Université catholique d'Amérique, 2011).
- Nouvelle encyclopédie catholique, 2e édition, supplément 2012-2013 ; 4 volumes, Robert L. Fastiggi (éd.) (Détroit : Gale Cengage Learning en association avec l'Université catholique d'Amérique, 2013).